# ウエン・ユア・ゴーン
「ウエン・ユア・ゴーン」（When You're Gone）はブライアン・アダムスとメラニー・チズムの楽曲である。

## 解説
アダムス・ケネディー、エリオット・ケネディーによって作詞された。スパイス・ガールズのメンバーでソロ活動中のメラニー・チズムがフィーチャリングされている。UKチャート最高3位を記録し、15週間トップ40にランクインするという長期にわたるヒット曲となった(うち9週間はトップ10入り）。
ブライアン・アダムスのアルバム『On A Day Like Today』に収録されている。63万5300枚を売り上げ、1990年代のCD売り上げ82位を記録している。フィーチャリングしているメラニーCが彼とツアー活動ができなかったため、ブライアン・アダムスが観客から女性を一人選んでこの曲を一緒に歌うというパフォーマンスがある。2005年にはパメラ・アンダーソンを迎えた別バージョンがブライアンのベストアルバム『Anthology』に収録された。
2022年、セルフカバーアルバム『クラシックス パートII』でメラニーCを再び迎えた新録を収録している。

## トラック・リスト
- UK

1. "When You're Gone" - 3:25
2. "Hey Baby" - 3:48
3. "When You're Gone" （ソロ・バージョン）- 3:25

- UK (2)

1. "When You're Gone" - 3:25
2. "I Love Ya Too Much" - 4:05
3. "What Does It Do To Your Heart" - 3:07

## チャート
| チャート           | 順位 | 売り上げ |
| ------------------ | ---- | -------- |
| UKチャート         | 3    | 635,300  |
| オランダ トップ40  | 6    |          |
| イタリア・チャート | 10   |          |